# Rue de New-York
La rue de New-York est une voie publique de la commune française de Grenoble. L'entrée principale du parc Paul-Valérien-Perrin est située au n° 23 de cette rue.
Les noms de cette voie et de ce parc sont liés à l'histoire de la ganterie grenobloise.

## Situation et accès
Essentiellement résidentielle, située dans le quartier Chorier-Berriat, cette voie routière rectiligne est orientée selon un axe est-ouest dans la partie occidentale de la ville de Grenoble et permet de relier le carrefour de la rue Jean-Prévost à la rue de l'abbé Grégoire. La rue est essentiellement bordée par des immeubles de type résidentiel, d'anciennes usines et de quelques villas. Elle borde également le parc urbain Parc Paul Valérien-Perrin, un des principaux parcs du quartier Chorier-Berriat.
Au niveau des transports publics cette rue est située entre l'arrêt Abbé Grégoire de la ligne proximo n°12 et la station Condorcet de la ligne E du tramway de Grenoble.

## Origine du nom
Cette rue a reçue ce nom en hommage à la ville de New-York, ville de l'État du même nom, située aux États-Unis.

## Historique

### Création
Cette rue, située dans un quartier en pleine extension depuis la fin du XIXe siècle, a reçu le nom de la plus importante ville des États-Unis le 14 octobre 1921.

### Attribution du nom
Selon le journaliste Paul Dreyfus, auteur d'un ouvrage historique sur les voies de Grenoble, la rue de New-York, ainsi que d'autres rues adjacentes prirent le nom de grandes villes (rue de Boston, rue de Londres, rue de Paris) afin de rendre hommage aux cités clientes de l'industrie gantière grenobloise. Cette idée de baptiser ainsi la rue de New-York revient à l'industriel Alphonse Terray dont l'importante mégisserie était installée rue Nicolas Chorier, non loin de cette voie.

## Bâtiments remarquables et lieux de mémoire

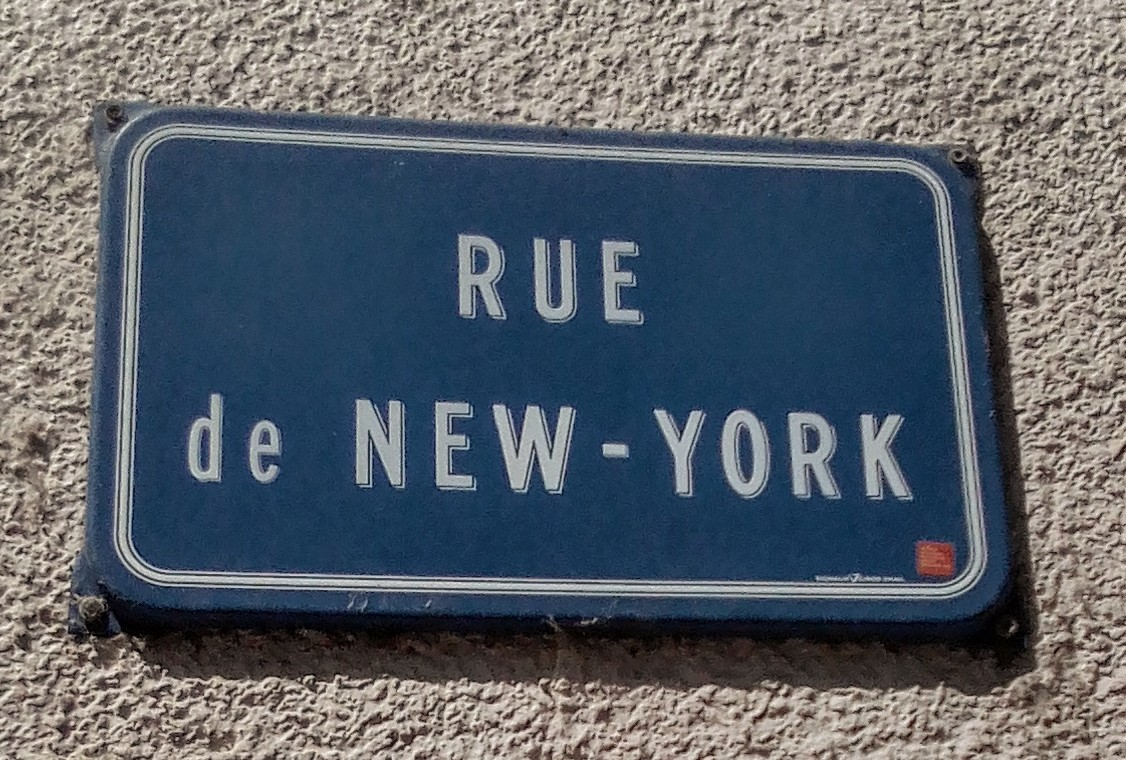
Plaque de la rue

- À l'angle de la rue de Paris et de la rue de New-York, le site de la ganterie Fischl-frères est encore visible[4].
- No 14 : à la fin du XXe siècle, il existait encore une enseigne d'un atelier de réparation de « Motos, cyclecars et vélos », atelier aujourd'hui disparu[5]
- No 32 : avant de s'installer sur site Bouchayer-Viallet, situé dans le même quartier, la Chambre de Métiers de Grenoble était installée dans un immeuble situé vers la rue de l'abbé Grégoire. Le bâtiment qui existe toujours en 2022 est signée par l'architecte Pierre Douillet. Il présente sur la rue une façade grisée, avec une avancée de baies vitrées façon miroir à l'aspect sombre. Le département de l'Isère y a installé les bureaux du service local de solidarité[6],[7].

## Parc Paul-Valérien Perrin

### Origine du nom
Paul-Valérien Perrin est le descendant d'Auguste et Camille Perrin, fondateurs de la société Gant Perrin, une des plus célèbres maisons de gants de Grenoble.  Il fut le directeur de la société Valisère, qui produisait des gants en étoffe. 
En 1935, l’usine, installée rue de New‐York emploie un millier de personnes dont une majorité de femmes. Le parc est situé sur l'emplacement même de ce complexe industriel.

### Description

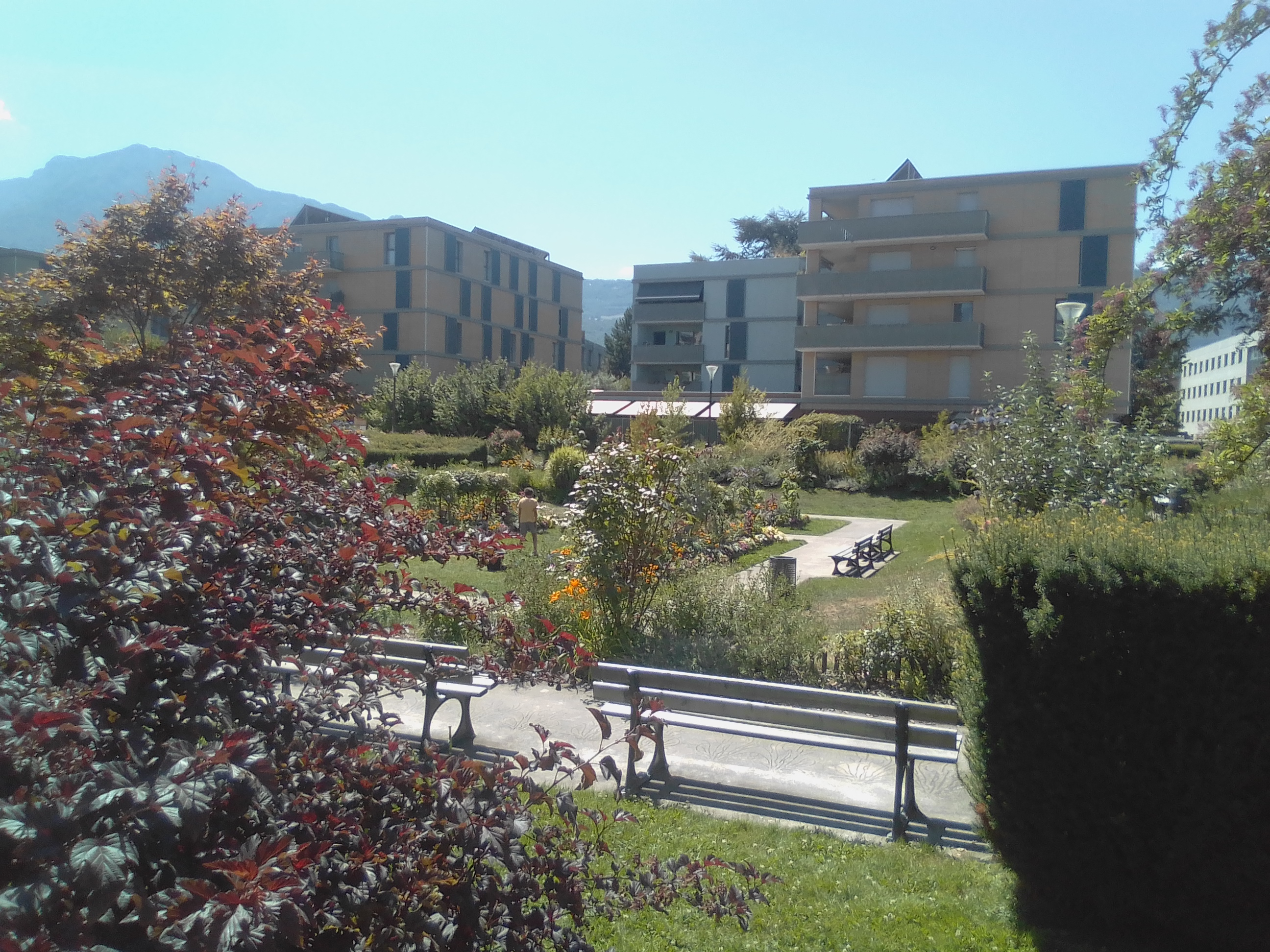
Parc Paul-Valérien Perrin (intérieur)

D’une surface d’environ 6600 m2, le parc se compose de trois parties et s’inspire du style à la française.
1. Côté rue de New-York, un jardin creux présentant des essences diverses, aménagés d'escaliers en béton qui mènent vers les cheminements piétons en contrebas comprenant un « labyrinthe » fleuri.
2. Au centre de ce jardin creux trône une douzaine de rosiers qui fleurissent du printemps jusqu’à l’automne.
3. Autour de cet îlot central deux bandes herbeuses et des massifs de plantes vivaces ont été installés. A l’extérieur du jardin, des arbres fruitiers, telles que des vignes, des pommiers et des poiriers ont été planté par les équipes de la ville de Grenoble. Il existe également une petite prairie agrémentée d'un kiosque et d'un jet d'eau. Des bouleaux, des pins, des chênes composent en grande partie le sous-bois du parc. On peut également découvrir la présence d'un arbousier et d'un poivrier.